# 東陽バス馬天営業所

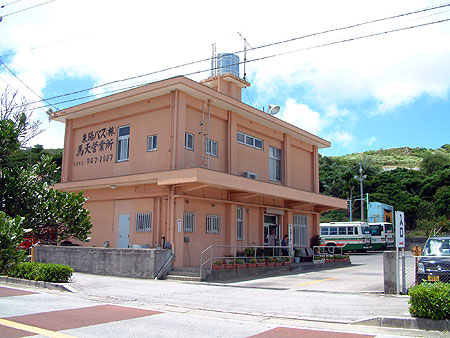
馬天営業所

東陽バス馬天営業所（とうようバスばてんえいぎょうしょ）は、沖縄県南城市佐敷字津波古にある東陽バスのバス営業所である。

## 概要
所在地
- 沖縄県南城市佐敷字津波古2263-1

管轄系統数
- 6系統
  - その他、中城村コミュニティバス「護佐丸バス」の運行も担当。

## 経緯
- 1990年代前半 与那原町にあった同社与那原営業所が移転、当営業所開設。
- 2001年6月1日 138番・向陽高校線が廃止。
- 2003年1月20日 191番・城間（一日橋）線の運行開始。
- 2003年9月30日 60番・城間（大名）線が廃止。
- 2003年12月1日 96番・浦添港川線が廃止。
- 2005年3月31日 59番・新垣線が廃止。
- 2005年4月4日 58番・馬天琉大泡瀬線の運行開始。
- 2006年4月27日 ちゅらさんバス（実施系統は91番と191番）の出発式が行われる。
- 2006年12月1日 37番・那覇新開線、38番・志喜屋線のダイヤ改正に伴い久手堅連絡所が廃止、当営業所に統合される。
- 2008年3月1日 57番・那覇マリンタウン馬天線の運行開始。
- 2014年9月1日 37番・那覇新開線に壷川経由が新設され、57番・那覇マリンタウン馬天線が廃止。
- 2015年4月1日 58番・馬天琉大泡瀬線が廃止。
- 2015年7月6日 中城村コミュニティバス「護佐丸バス」の受託運行を開始。
- 2016年4月1日 護佐丸バスの運行から那覇バスが撤退し、すべての路線が当営業所の管轄となる。
- 2018年12月22日 91番・城間（南風原）線が廃止。
- 2019年10月1日 37番・那覇新開線の大半が南城市役所発着となり営業所を発着する便が大きく減便。38番・志喜屋線が大きく減便され338番・斎場御嶽線を新設。
- 2022年11月21日 391番・城間（サンエーパルコシティ）線を新設し[1]、191番・城間（一日橋）線が減便[2]。

## 構造
- 乗車口と降車口がそれぞれ1か所ずつあり、基本的に乗降はこの乗降口で行う。
- 定期券やOKICAの販売窓口がある。
- 給油・洗車用の設備が設置されている。

## 周辺
- 南城市立馬天小学校
- 営業所の面する道にはコミュニティバス「Nバス」の路線が通っているが、営業所の前にNバスのバス停はない。

## 発着路線
※37番は平日の一部便のみ
| 番号 | 路線                           | 主な経由地（括弧内は一部の便のみが経由）                                     | 行先                   |
| ---- | ------------------------------ | ---------------------------------------------------------------------------- | ---------------------- |
| 37   | 那覇新開線                     | 新開・馬天・与那原・兼城十字路・国場・古波蔵・開南（壺川）                   | 那覇バスターミナル     |
| 191  | 城間（一日橋）線               | 馬天・与那原・一日橋・県立医療センター・鳥堀・儀保・経塚・安波茶・大平       | 城間・屋富祖方面循環   |
| 391  | 城間（サンエーパルコシティ）線 | 馬天・与那原・一日橋・県立医療センター・鳥堀・儀保・経塚・安波茶・大平・港川 | サンエーパルコシティ前 |

## 管轄路線

### 現行路線
- 30番・泡瀬東線
- 37番・那覇新開線
- 38番・志喜屋線
- 191番・城間（一日橋）線
- 338番・斎場御嶽線
- 391番・城間（サンエーパルコシティ）線
- 中城村コミュニティバス「護佐丸バス」
  - 伊集回り線
  - 久場回り線
  - 伊集普天間線
  - 久場琉大線

### 廃止された路線
- 57番・那覇マリンタウン馬天線
- 58番・馬天琉大泡瀬線
- 59番・新垣線
- 60番・城間（大名）線
- 91番・城間（南風原）線
- 96番・浦添港川線
- 138番・向陽高校線

## 隣のバス停
- 37番（馬天営業所発着便）・191番・391番

馬天営業所 - 小谷